# Firebird (Achterbahn)
Firebird in Six Flags America (Upper Marlboro, Maryland, USA) ist eine Stahlachterbahn vom Modell Stand-Up Coaster des Herstellers Bolliger & Mabillard, die am 25. Mai 2012 als Apocalypse eröffnet wurde, unter welchem Namen sie bis 2019 fuhr. Ursprünglich wurde sie am 28. April 1990 in Six Flags Great America in Illinois  als erste Achterbahn, die von Bolliger & Mabillard nach der Firmengründung gebaut wurde, eröffnet.
Zur Saison 2019 wurde die Bahn dahingehend umgebaut, dass sie nunmehr keine Stand-Up-Achterbahn, sondern eine Floorless-Achterbahn ist.
Die 883,9 m lange Strecke erreicht eine Höhe von 30,5 m und besitzt einen 27,4 m hohen First Drop, auf dem die Züge eine Höchstgeschwindigkeit von 88,5 km/h erreichen. Als Inversionen wurden ein Looping und ein Korkenzieher verbaut.
Die Bahn ist auch in einer Szene im Film Richie Rich zu sehen, in der Richie Rich (Macaulay Culkin) und drei seiner Freunde eine Runde auf dieser Bahn drehen.

## Züge
Firebird besitzt zwei Züge mit jeweils sechs Wagen (Stand-Up: sieben Wagen). In jedem Wagen können vier Personen (eine Reihe) Platz nehmen. Als Rückhaltesystem kommen Schulterbügel zum Einsatz. Die Fahrgäste müssen mindestens 1,37 m groß sein, um mitfahren zu dürfen.